# Nayagati
Nayagati is een bestuurslaag in het regentschap Lebak van de provincie Banten, Indonesië. Nayagati telt 4558 inwoners (volkstelling 2010).